# 广东大青
广东大青（学名：Clerodendrum kwangtungense）为唇形科大青属的植物，是中国的特有植物。分布于中国大陆的云南、湖南、广西、贵州、广东等地，生长于海拔600米至1,340米的地区，多生在林中以及林缘，目前尚未由人工引种栽培。

## 别名
广东赪桐（中国高等植物图鉴） 广东臭茉莉（云南植物志）